# Expedição 27
Expedição 27 foi uma expedição humana de longa duração na Estação Espacial Internacional, realizada entre 16 de março e 23 de maio de 2011. Contou com seis astronautas, três russos, dois norte-americanos e um italiano.
A Expedição foi palco de diversos acontecimentos importantes, como a desacoplagem da espaçonave da cápsula espacial de carga Kounotori 2, de fabricação japonesa, a chegada da Soyuz TMA-21 e a última desacoplagem da ISS do ônibus espacial Endeavour, em sua derradeira missão espacial. Outro ponto alto da missão foi a comemoração no espaço do 50º aniversário do primeiro voo espacial tripulado.

## Tripulação

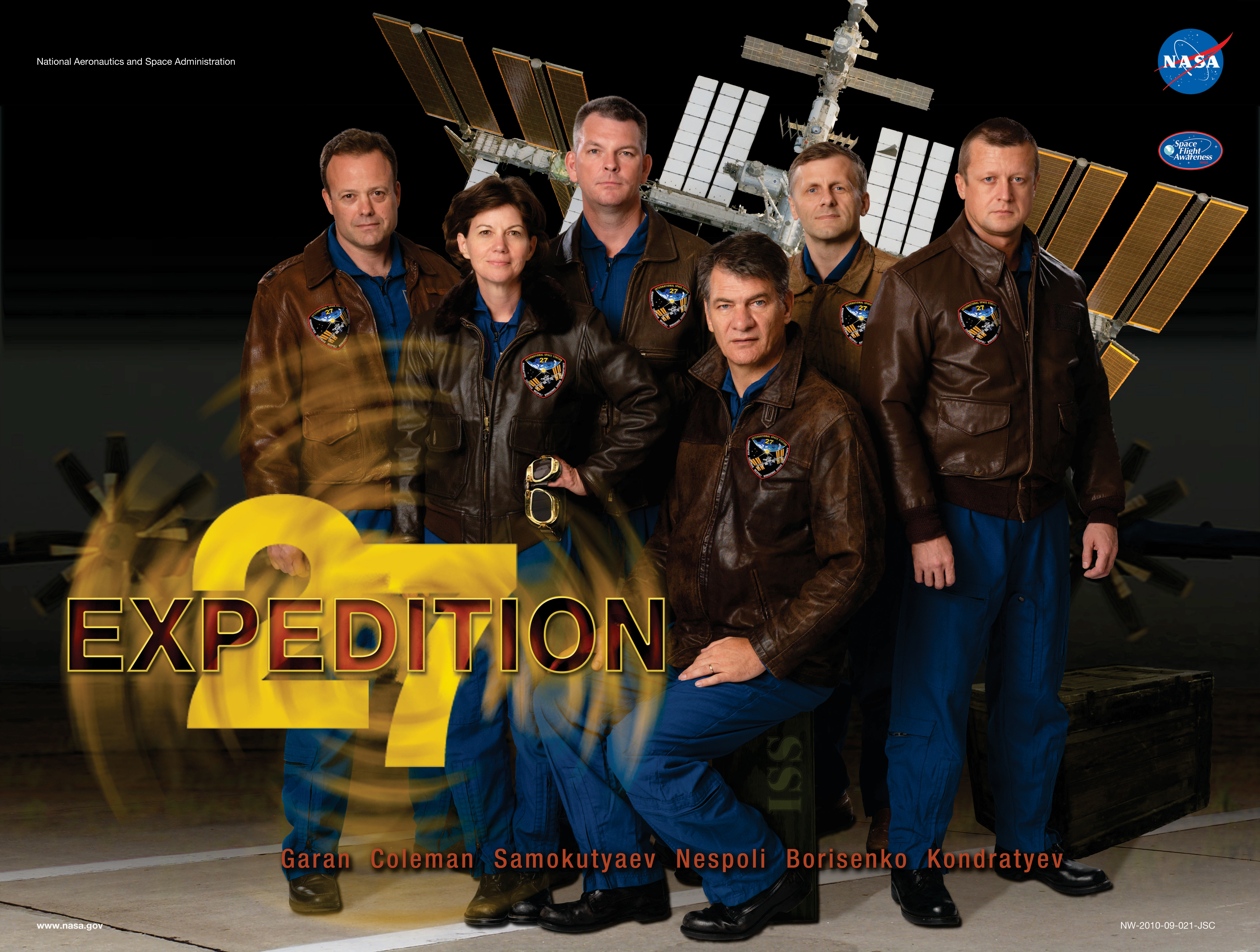
Poster da Expedição 27

| Posição             | Primeira parte (Março de 2011) | Segunda parte (Abril até maio de 2011) |
| ------------------- | ------------------------------ | -------------------------------------- |
| Comandante          | Dmitri Kondratyev              | Dmitri Kondratyev                      |
| Engenheira de voo 1 | Catherine Coleman              | Catherine Coleman                      |
| Engenheiro de voo 2 | Paolo Nespoli                  | Paolo Nespoli                          |
| Engenheiro de voo 3 |                                | Andrei Borisenko                       |
| Engenheiro de voo 4 |                                | Aleksandr Samokutyayev                 |
| Engenheiro de voo 5 |                                | Ronald Garan Jr.                       |

## Missão
Além dos inúmeros experimentos científicos realizados pela Expedição em órbita, seus pontos altos foram:
Desacoplagem do Kounotori 2
Após dois meses acoplado à estação, o módulo japonês foi desacoplado do módulo Harmony da ISS pelo braço robótico Canadarm2 em 28 de março. Lançada em janeiro como nave de suprimentos para a ISS, ela foi a segunda da série de veículos de carga H-II fabricados pela Agência Espacial Japonesa. A cápsula reentrou na atmosfera no dia 30 de março.
Soyuz TMA-21
A TMA-21 foi lançada de Baikonur em 4 de abril de 2011, transportando os três integrantes restantes da Expedição 27, Aleksandr Samokutyayev, Andrei Borisenko e Ronald Garan Jr.. Ela acoplou-se com a ISS em 6 de abril. A acoplagem da nave russa no módulo Poisk se deu sobre a Cordilheira dos Andes, no Chile. As escotilhas entre a espaçonave e a estação foram abertas pouco tempo depois, já no dia 7, e seguiu-se a cerimônia de boas-vindas aos tripulantes, seguida das instruções de segurança dadas pelos três primeiros astronautas já instalados nela, o comandante Dmitri Kondratyev e os engenheiros de voo Catherine Coleman e Paolo Nespoli.
50º aniversário do voo de Gagarin
Em 12 de abril de 2011, exatos 50 anos depois do primeiro voo humano no espaço, a tripulação da expedição gravou uma mensagem em vídeo celebrando o meio século da missão pioneira de Yuri Gagarin, reproduzido durante as comemorações do evento na Russia. A mensagem foi gravada em russo, inglês e italiano com eles usando camisetas com a figura de Gagarin estampada nelas.
Também como parte dessas comemorações, a astronauta "Cady" Coleman realizou um dueto de flauta ao vivo direto do espaço com Ian Anderson, flautista e líder da banda de rock Jethro Tull, que fazia concertos pela Rússia na época.
STS-134
As 10:14 UTC de 18 de maio de 2011, o ônibus espacial Endeavour, em sua missão STS-134, a última antes da aposentadoria, acoplou-se com a ISS para instalação do Espectômetro Magnético Alpha e da plataforma de carga ExPRESS Logistics Carrier, uma nova base para experimentos científicos. No dia 22, enquanto a Endeavour encontrava-se ainda acoplada, os tripulantes da Expedição passaram formalmente o comando da estação para os integrantes da Expedição 28, e, no dia seguinte, Kondratyev, Coleman e Nespoli regressaram à Terra na Soyuz TMA-20, pousando sem problemas nas estepes do Casaquistão. Antes da partida, já desacoplados e afastados algumas centenas de metros da estação, o italiano Nespoli tirou várias fotografias e fez filmagens em alta definição da Endeavour acoplada na ISS, as últimas desta espaçonave em serviço.

## Galeria

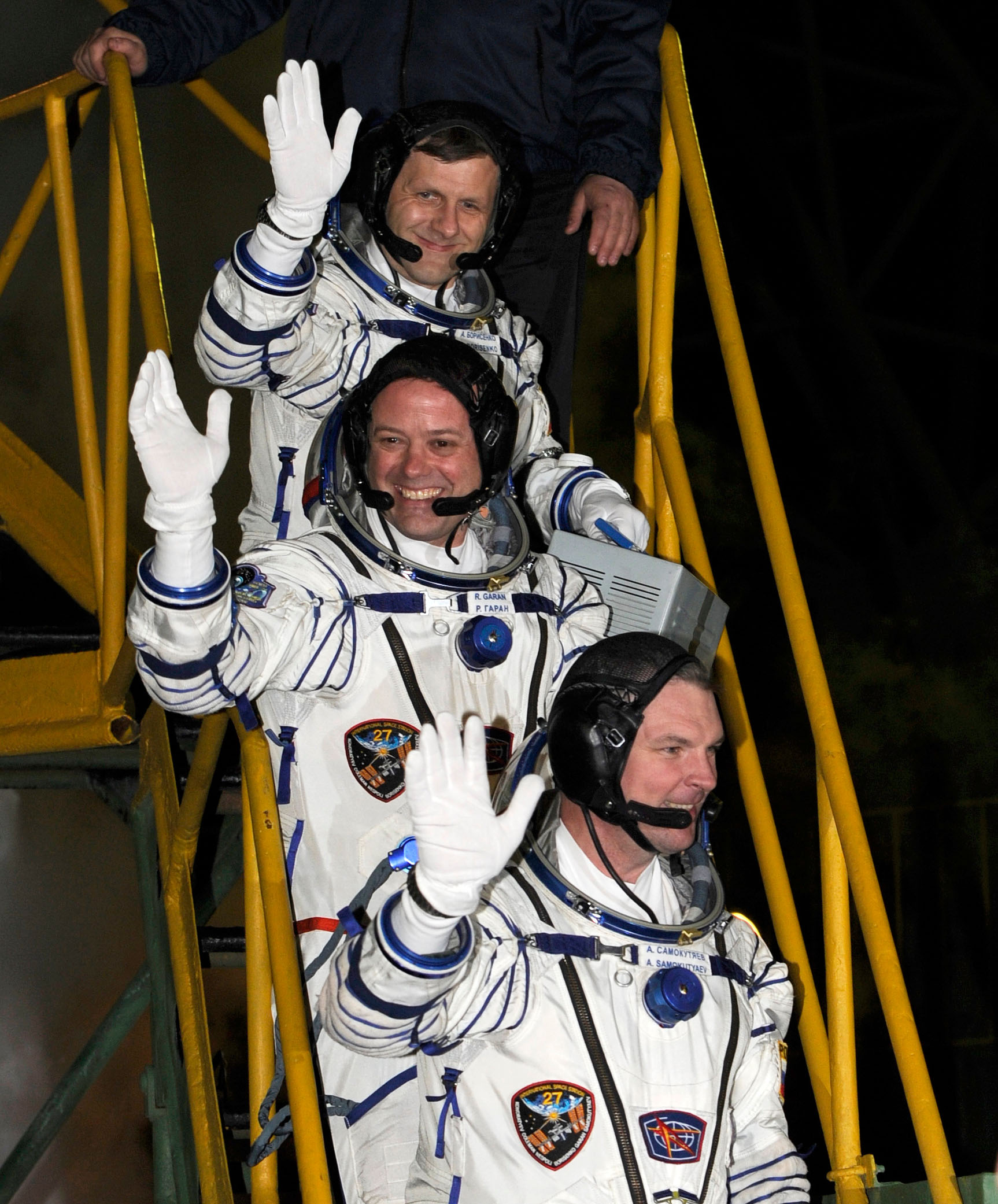
Borisenko, Garan e Samokutyaev na despedida antes do voo na Soyuz TMA-21 que os levou à ISS para comporem a Expedição 27 com os integrantes da Soyuz TMA-20
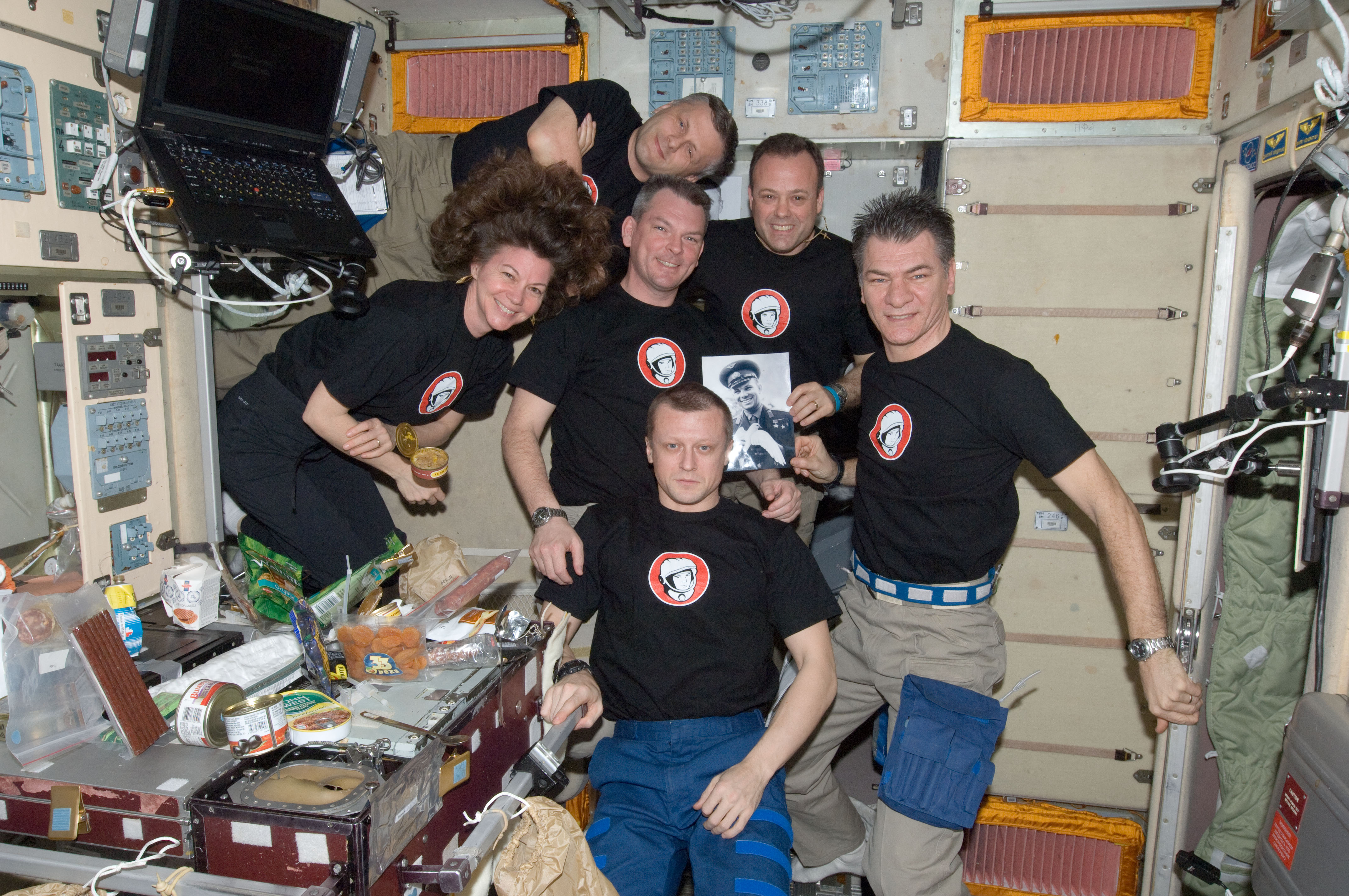
Os seis integrantes da expedição posam juntos no módulo Zvezda da estação espacial, usando camisetas em homenagem à Yuri Gagarin.
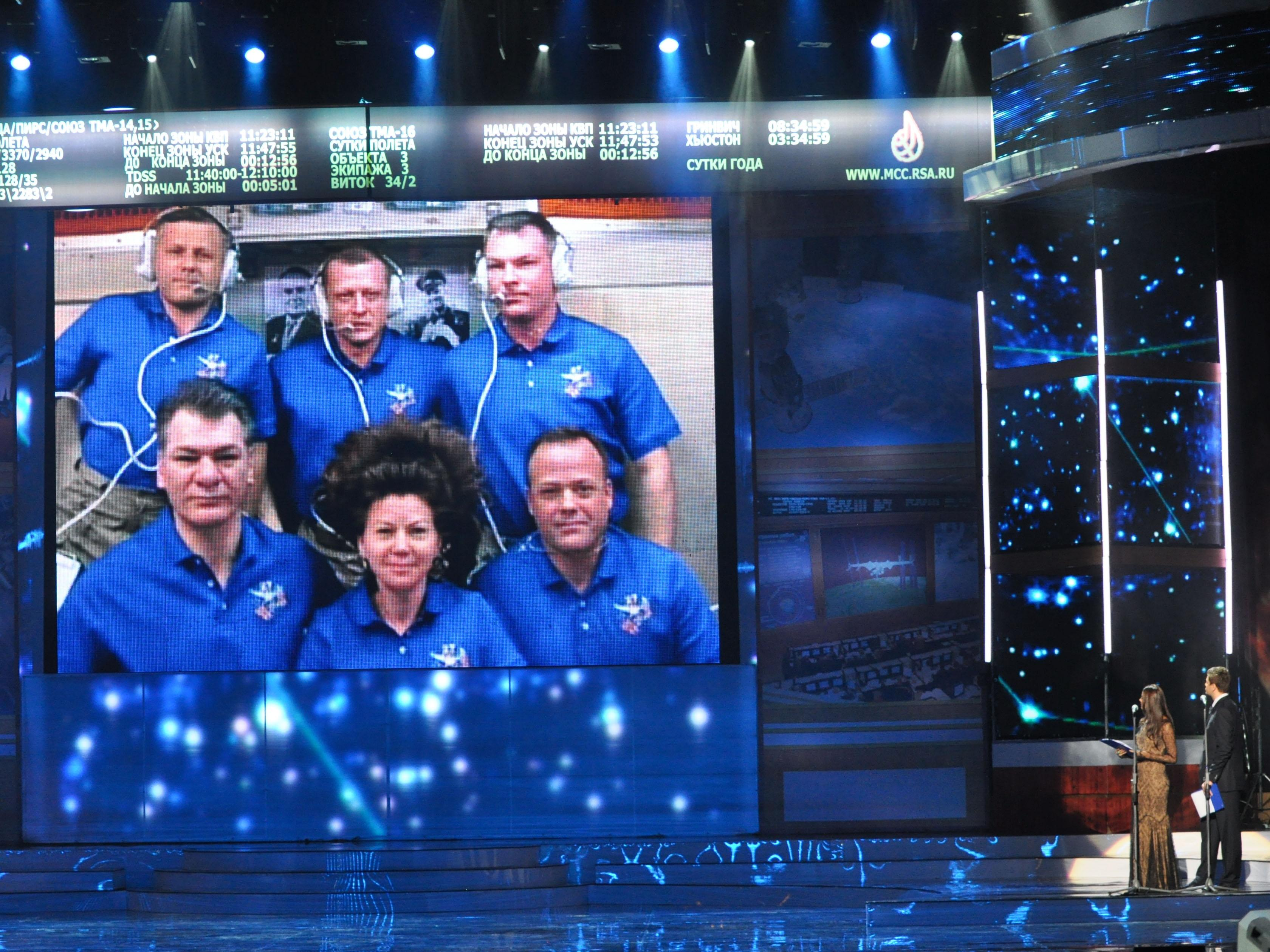
Durante o principal evento das comemorações do 50º aniversário do voo de Yuri Gagarin, a tripulação da Expedição 27 aparece no telão do Grande Palácio do Kremlin, direto da ISS.
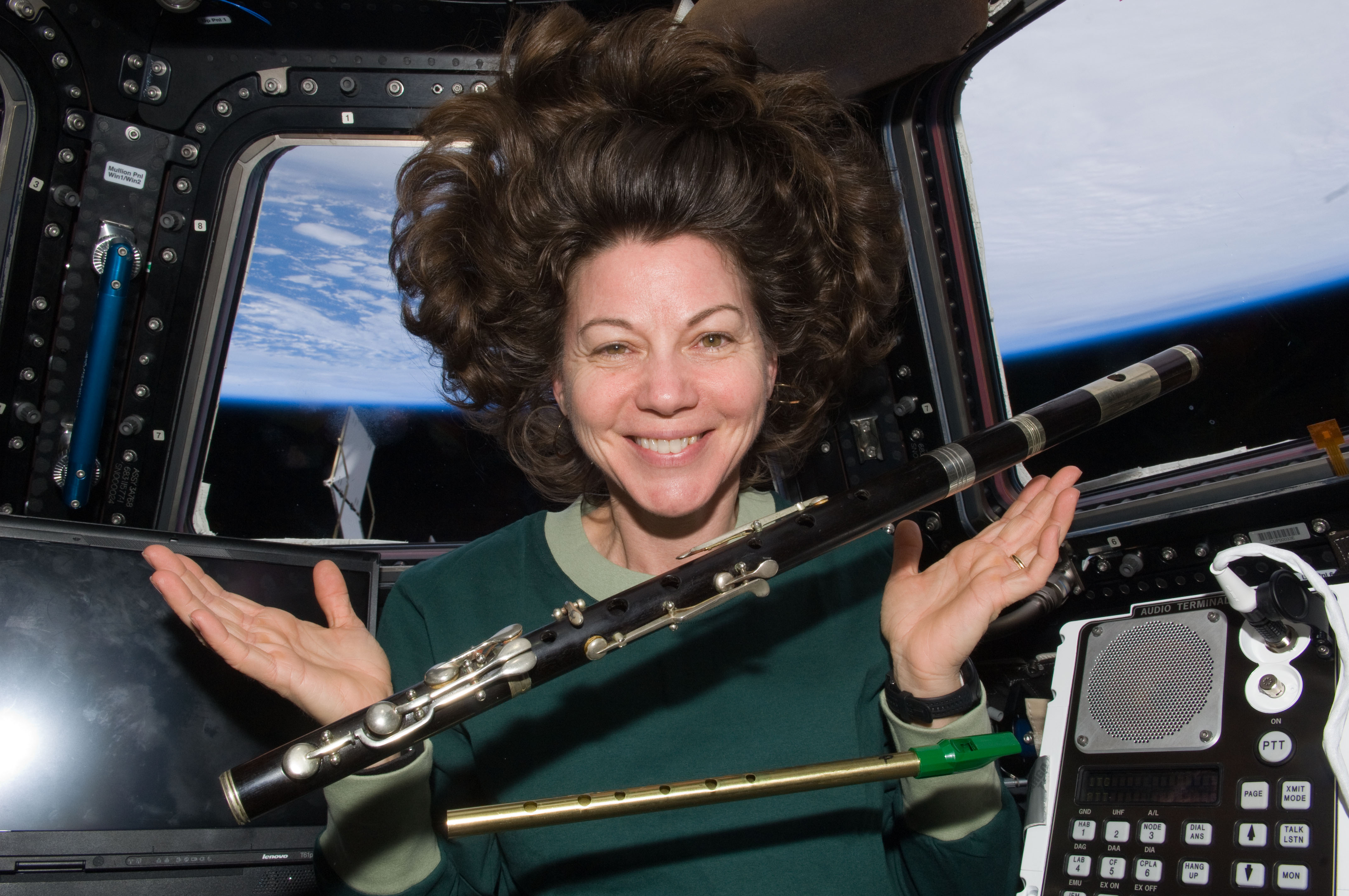
Catherine Coleman e suas flautas flutuando na gravidade zero.
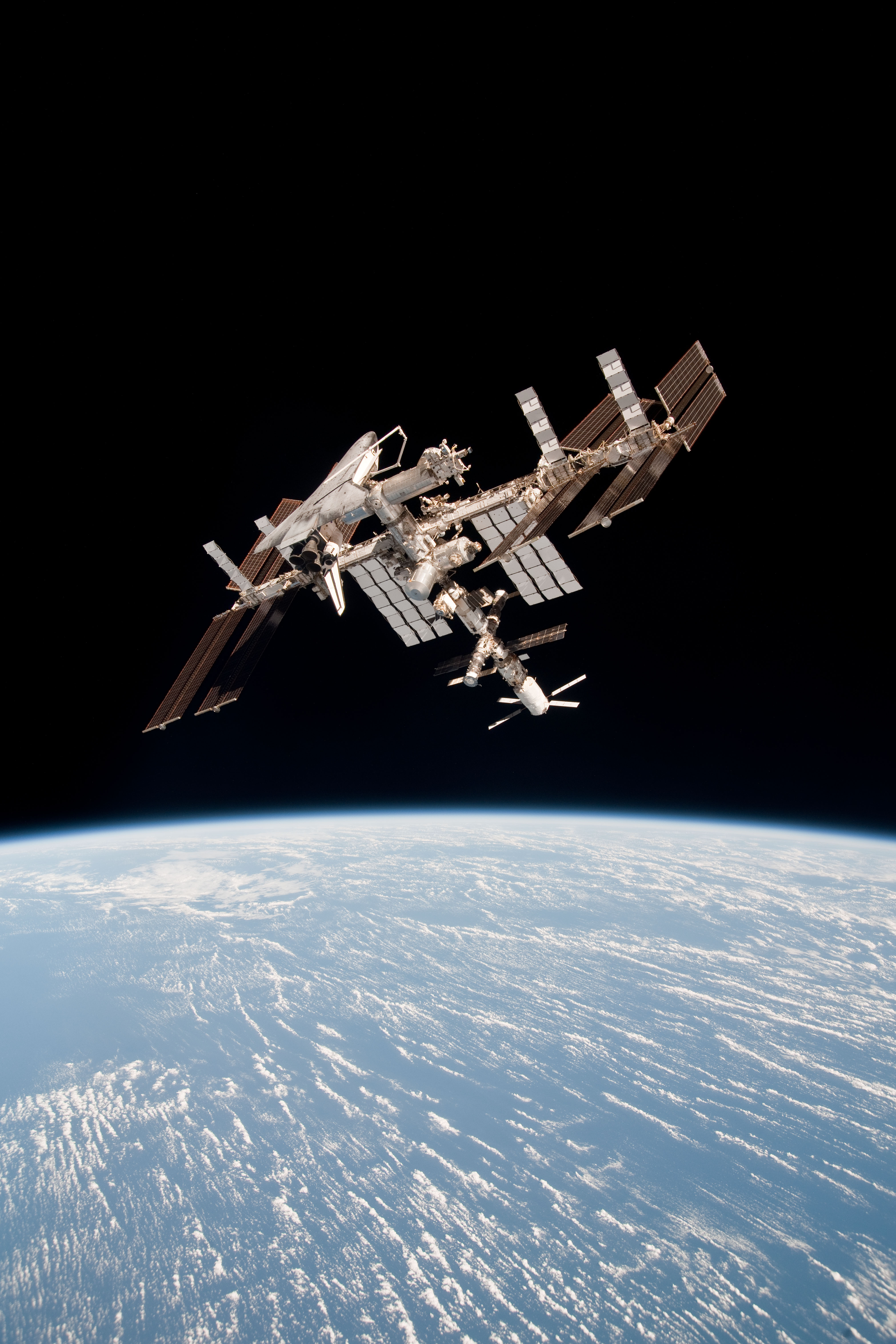
Imagem da Endeavour acoplada na ISS tirada pelos tripulantes da Soyuz TMA-20.